# Elena Gadel
Elena Delgado Ucea, coneguda pel nom artístic d'Elena Gadel, (Barcelona, 29 d'octubre de 1982) és una cantant i actriu catalana dedicada a la cançó, el teatre musical i la televisió. Es donà a conèixer arran de la seva participació en la segona edició del concurs Operación Triunfo (La 1) l'any 2002, i després va debutar amb el senzill «Es por ti».

## Biografia
Nascuda al barri de la Sagrada Família de Barcelona, va deixar la carrera d'educació infantil quan va començar la seva trajectòria televisiva.
Amb dinou anys va entrar a l'acadèmia d'Operación Triunfo. Quan va acabar la seva participació en el concurs, l'Elena es va unir a dues companyes seves de l'acadèmia, Tessa i Marey, per formar el grup Lunae, que l'estiu del 2003 van estrenar Olor a nuevo.
El seu debut al món de l'espectacle va ser amb l'obra musical Mar i cel (2004), on va interpretar el paper de Blanca, la protagonista. Gràcies a aquest paper, va aconseguir el premi Butaca a la millor actriu. Dos anys més tard es va unir al musical Grease, interpretant el paper de Rizzo. Des d'aleshores, l'Elena Gadel ha estat dins del musical, de gira a Barcelona i a Madrid. L'any 2011 va publicar l'àlbum Tocant fusta, amb influències del jazz i el flamenc, i que va presentar el 17 de gener d'aquell any a la sala barcelonina Luz de Gas.
El 2013 va ser membre del jurat de la primera edició del concurs musical de corals Oh happy day (TV3). A banda, va participar com a ponent del Fòrum Impulsa acompanyant a Barbara Hendricks. L'any següent va presentar Delicada (Música Global), el seu segon disc com a compositora.
El 2014 i 2016 va participar en el musical El Petit Príncep amb el personatge de la rosa, al teatre BARTS de Barcelona. El 2015 va participar en el musical Guapos i Pobres al Teatre Goya de Barcelona. El 2016 va participar en el concert del 25è aniversari del Club Super3. També en el projecte discogràfic Tossudament Llach, de la Simfònica de Cobla i Corda de Catalunya. Aquest disc rebé el premi Enderrock 2017 al millor disc de clàssica per votació popular. El 2017 participa en el musical Cabaret de Broadway al Teatre Victòria, on interpretava el paper de Sally. També el 2017, va fitxar per la sèrie de sobretaula de TV3 Com si fos ahir, per interpretar el personatge de Noe Linares.
El 2020 va ser convidada a participar en el projecte Emociona't amb la SCCC · 25 Anys de Música Global de la Simfònica de Cobla i Corda de Catalunya, àlbum premiat amb el premi Enderrock 2021 al millor disc de clàssica per votació popular.
El 2022 va participar com a jurat al programa Eufòria de Televisió de Catalunya. També va ser-ho el 2023 en la segona edició.
També el novembre de 2022, Elena Gadel, va publicar «Et confesso», la primera cançó del seu nou àlbum. En aquesta peça s'allibera i diu al seu enamorat que per moltes persones que conegui, ell és l’únic que habita dins seu.

## Discografia

### En solitari
- 2002 — «Es por ti» (senzill)
- 2010 — Tocant fusta, amb Toni Pagès[9]
- 2012 — De madera[16]
- 2014 — Delicada (Música Global)[9]

### Lunae
- 2003 — Olor a nuevo

### Singles
- 2002 — Es por ti
- 2003 — Hipnotizada (amb Lunae)
- 2004 — Viva otra vez (amb Lunae)
- 2010 — Fora de joc
- 2010 — Aigua
- 2011 — Ja no cal mirar
- 2012 — Tal vez
- 2013 — Agua
- 2014 — Lluna plena

- 2014 — Bebiendo a sorbos
- 2014 — Delicada
- 2022 — Cisne Redondo
- 2022 — Et Confesso
- 2023 — Lobo

## Musicals i teatre
- 2004 - 2006: Mar i cel
- 2006 - 2010: Grease, el musical de tu vida
- 2012: Over the moon
- 2013 - 2014: El Petit Príncep
- 2015: Guapos i pobres
- 2017 - 2018: Cabaret
- 2020 - 2021: El Màgic d'Oz